# Герцик, Владимир Маркович
Влади́мир Ма́ркович Ге́рцик (10 февраля 1946, Москва — 17 апреля 2019, Москва) — русский поэт, известен как мастер русского хайку; физик-теоретик.

## Биография
Родился 10 февраля 1946 года в Москве. Выпускник физического факультета МГУ. Физик-теоретик, защитил кандидатскую диссертацию по теме «Исследование гиббсовских состояний систем с бесконечным числом локально взаимодействующих компонентов» (1979). Работал в Институте физики Земли, в последние годы — старший научный сотрудник лаборатории теории прогноза землетрясений в Международном институте теории прогноза землетрясений и математической геофизики Российской академии наук. Скончался 17 апреля 2019 года в Москве после продолжительной тяжёлой болезни.

## Творчество
В годы учёбы был одним из организаторов неформального поэтического общества на физфаке, активно участвовал в выпуске поэтической стенгазеты «Эврика». Свои поэтические тексты начал сохранять с 1967 года, хотя писал их и ранее. С конца 1960-х годов участвовал в неофициальной литературной жизни Москвы. Называл себя поэтом-пресемантиком, исходя из представления о так называемых пресемантических структурах, в кодировании которых, собственно, и заключается создание поэтического текста (концепция предложена в 1970-х годах Борисом Шапиро). Публиковался в журналах «Арион», «Воздух», «Тритон» и др., в поэтических сборниках и антологиях. В 1992 году в Мюнхене вышел сборник стихов «Лиловая колба». В 2018 году удостоен литературной премии «Независимой газеты» (книжное приложение «ExLibris НГ») «Нонконформизм». Владимир также являлся консультантом по хокку для серии мультсериала «Смешарики» «Пылесос».

### Книги
Лиловая колба. — Мюнхен: Verlag Otto Sagner, 1992. — 96 с. Послесл. Б. Шапиро. [На титульном листе ошибочная дата 1990.]

### Некоторые публикации
- Гуманитарный фонд, № 9 (42), 1990, с.3. Папуа — Новая Гвинея.
- «Арион», № 1, 1994, с.112-114.
- «Арион», № 3, 1995, с.104. Трехстишия.
- «Арион», № 2, 1998, с.72-73. Трехстишия.
- «Арион», № 4, 2000, с.46. Трехстишия.
- «Арион», № 1, 2002. Стихи.
- «Ной», № 12 (1995).
- Побочный эффект // «Вопросы литературы», № 2, 2000. Каламбуры, пародии.
- Тритон: Российский альманах поэзии хайку. — М.: АРГО-РИСК; Тверь: Kolonna, 2000. Вып.1. С.25-26, 53, 56.
- Тритон: Российский альманах поэзии хайку. Вып.2. — М.: АРГО-РИСК; Тверь: Kolonna, 2001. С.14-15, 61.
- Новая Стихия: Антология. Русская поэзия без границ. — М.: Грааль, 2002. С.60-66.
- «Крещатик», № 26 (2004). Манифест семь (О пресемантике и неосимволизме) и стихи.
- Стихотворение «Памятник» и история его написания // «Toronto Slavic Quaterly», No 2 (Fall 2002).
- Стихи разных лет // Абзац: альманах. Вып. 4. — М., 2008. С.74-77. См. здесь.
- Самое выгодное занятие: По следам X Московского Фестиваля верлибра. — М.: АРГО-РИСК; Тверь: Колонна, 2003. Составитель Дмитрий Кузьмин. C.25-27.
- Солнце без объяснений: По следам XIV и XV Российских Фестивалей верлибра. — М.: АРГО-РИСК, Книжное обозрение, 2009. Составитель Дмитрий Кузьмин. C.40.
- Современная литература народов России. Т.1. Поэзия. Кн.1. — М.: Пик, 2003. Сост. Л. Костюков. С.213. За то, что последнее слово…
- Русские стихи 1950—2000 годов. Т.2. С.220.

### Критика
- «Без тягостных сносок». Заметки о пресемантике // «Арион», № 3, 1996, с.13-20.
- «Арион», № 1, 2004. О Владимире Ивелеве. (Вступительное слово к публикации).

## Критика о Герцике, интервью
- В. Герман. Бикфордова строка // «Литературное обозрение», № 5-6, 1994, с.94-97. Рецензия на книгу.
- Данила Давыдов. Неопознанный опыт // Абзац: альманах. Вып. 4. — М., 2009. С.78. Послесловие к публикации стихов В. Г.
- «Я понял, что не нужно понимать». Беседа Елены Семёновой с Владимиром Герциком для «ExLibris НГ», 18.04.2019.

## Признание
- Литературная премия «Нонконформизм» в номинации «Нонконформизм-судьба», 2018.